# Оберт
О́берт — одиниця вимірювання кута або фази коливань що характеризує повне коло руху чогось навколо власної осі чи повний цикл тощо.
При вимірюванні кута зазвичай вживається назва «оберт», а при вимірюванні фази — «цикл». Один оберт дорівнює мінімальному куту повороту, при якому положення (несиметричної) системи збігається з початковим. Один цикл дорівнює фазі, що відповідає проміжку часу в один період.
Ця одиниця знайшла застосування у фізиці і техніці. Відноситься до позасистемних одиниць. В системі SI замість оберту використовується одиниця радіан.
Позначається: об, rev або r.
Зв'язок між одиницями:
1 об = 2π рад = 360° = 400 град.
У розмовній мові під «обертами» часто мають на увазі оберти за хвилину (або за секунду), у яких вимірюється кутова швидкість або частота обертання.

## Перерахунок значень

Окружність одиничного кола (радіус якого дорівнює одиниці) має довжину 2π.

Один оберт дорівнює 2π (≈ 6.283185307179586) радіан.
| Оберти | Радіани | Градуси       | Гради (гони)  |
| ------ | ------- | ------------- | ------------- |
| 0      | 0       | 0°            | 0g            |
| 1/24   | π/12    | 15°           | 16+2/3g       |
| 1/12   | π/6     | 30°           | 33+1/3g       |
| 1/10   | π/5     | 36°           | 40g           |
| 1/8    | π/4     | 45°           | 50g           |
| 1/2π   | 1       | близько 57.3° | близько 63.7g |
| 1/6    | π/3     | 60°           | 66+2/3g       |
| 1/5    | 2π/5    | 72°           | 80g           |
| 1/4    | π/2     | 90°           | 100g          |
| 1/3    | 2π/3    | 120°          | 133+1/3g      |
| 2/5    | 4π/5    | 144°          | 160g          |
| 1/2    | π       | 180°          | 200g          |
| 3/4    | 3π/2    | 270°          | 300g          |
| 1      | 2π      | 360°          | 400g          |